# 孙正东
孙正东（1963年3月—），男，汉族，安徽灵璧人，中华人民共和国政治人物，中国共产党党员，第十三届全国人民代表大会安徽地区代表。

## 生平
孙正东曾任安徽省人民政府副秘书长、安徽省农业委员会主任、阜阳市市长等职务，2018年2月24日，当选为第十三届全国人大代表。2021年，出任中共阜阳市委书记，2023年不再担任。